# 3350 Скобі
3350 Скобі (3350 Scobee) — астероїд головного поясу, відкритий 8 серпня 1980 року.
Тіссеранів параметр щодо Юпітера — 3,554.
Названо на честь американського астронавта Френсіса Скобі (англ. Dick Scobee; 1939-1986). Загинув у катастрофі космічного шатла Челленджер.